# دهستان ایزدخواست
ایزدخواست، دهستانی از توابع بخش مرکزی شهرستان آباده در استان فارس ایران است.

## جمعیت
براساس سرشماری سال ۱۳۸۵ جمعیت آن 
- نفر (
- خانوار) بوده‌است.[۱]